# Port de Los Angeles
Le port de Los Angeles, aussi appelé Los Angeles Harbor ou Worldport LA, est un port situé dans la baie de San Pedro, dans les quartiers de San Pedro et Wilmington de la ville de Los Angeles, à approximativement 30 kilomètres au sud du centre-ville.
Le complexe portuaire occupe au total 30 km² et a une côte de 69 km², avec une ouverture directe sur l'océan Pacifique. Il est contigu au port de Long Beach et avait un trafic de 65 millions de tonnes en 1994, ce qui en fait l'un des plus importants ports des États-Unis.

## Situation

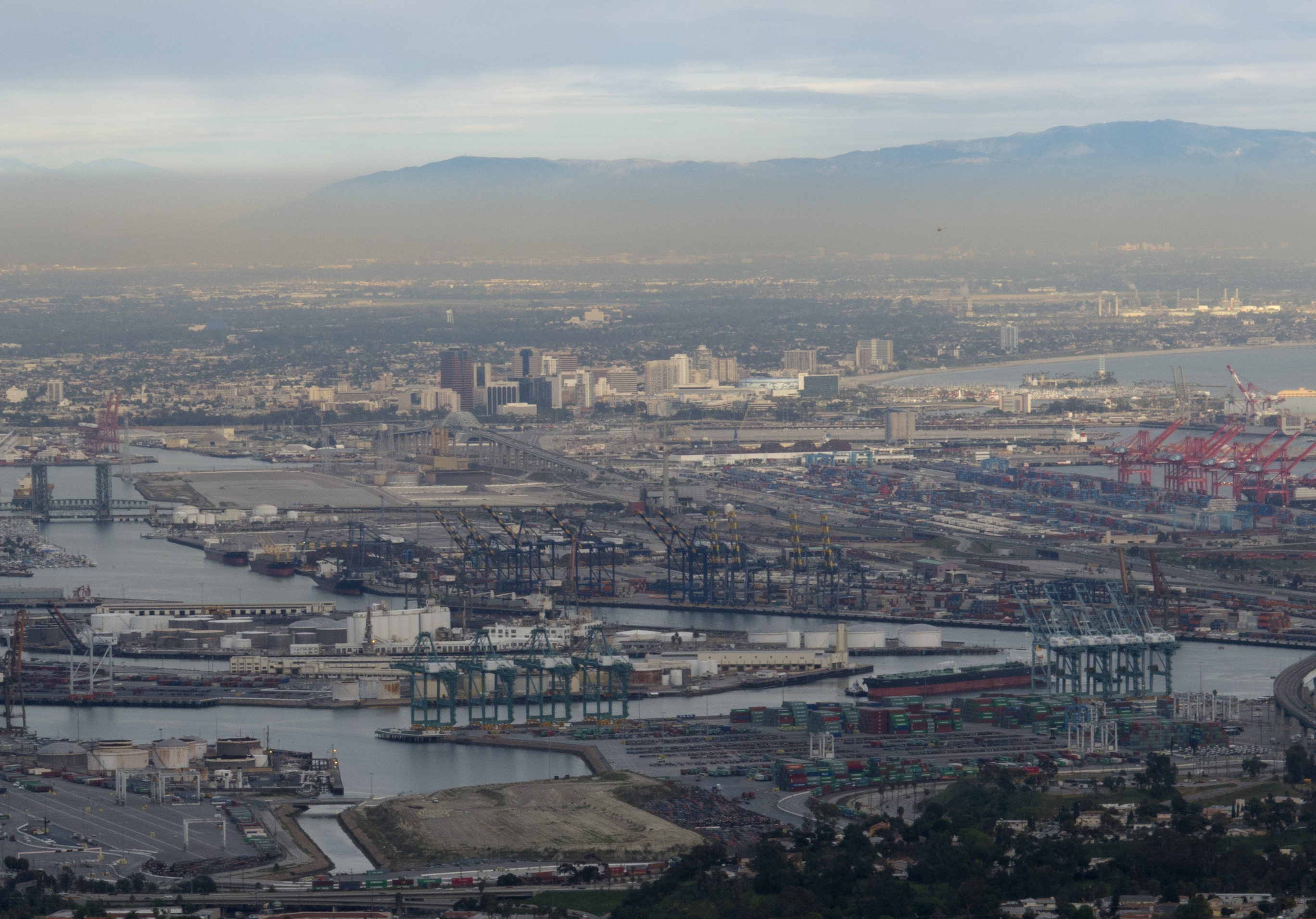
Les ports de Los Angeles et Long Beach vus depuis Palos Verdes.

Le port de Los Angeles se situe dans la baie de San Pedro, dans les quartiers angelins de San Pedro et Wilmington. Éloigné d'environ trente kilomètres du centre-ville de Los Angeles, le port constitue le point le plus au sud du comté. Il est ainsi directement situé sur l'océan Pacifique.
Le port de Los Angeles est adjacent à celui de Long Beach.
Sa sécurité est assurée par une police spéciale appelée la Los Angeles Port Police. Par ailleurs, des casernes de pompiers du LAFD sont situées à chaque extrémité du port ; une flotte de bateau-pompe est également accessible.
L'autoroute 110 (Interstate 110) y passe à proximité.

## Historique

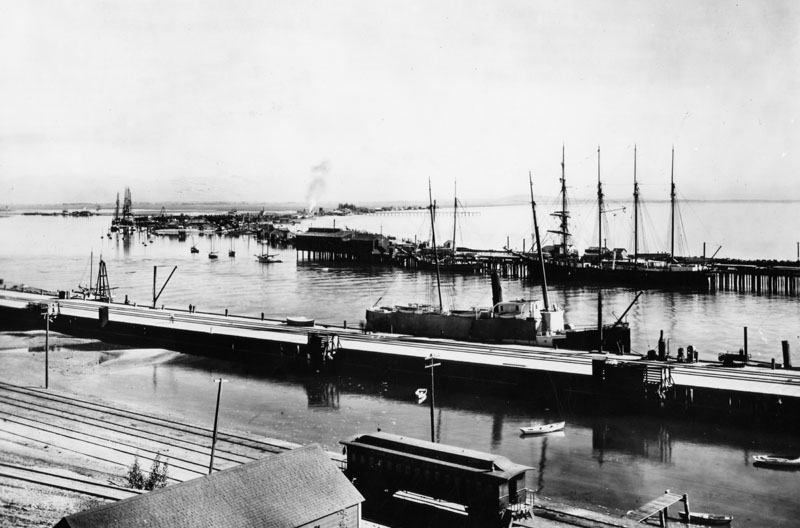
La zone du port en 1889.

La côte est découverte par João Rodrigues Cabrilho en 1542, qu'il surnomme la « baie des fumées » (Bay of Smokes ou Bahia de los Fumos). Le port de Los Angeles a été officiellement fondé en 1907 lors de la création du Los Angeles Board of Harbor Commissioners.

## Infrastructures

### Terminaux
Le port de Los Angeles comprend au total vingt-quatre terminaux, divisés en plusieurs catégories : neuf terminaux conteneurs, deux terminaux pour les marchandises diverses, un autre pour le chargement et déchargement d'automobiles, deux terminaux pour les navires à charge « sec »,  sept pour les navires citernes et trois terminaux pour le transport de personnes.

## Statistiques
En 2011, le port de Los Angeles était classé 65e plus important port mondial en termes de volume, le plaçant 9e port des États-Unis, derrière notamment son voisin de Long Beach. En revanche, concernant le trafic de conteneurs, le port de Los Angeles arrivait à la 16e place mondiale — dépassant cette fois-ci le port de Long Beach, 20e — grâce à 7 940 511 conteneurs (équivalent vingt pieds) y ayant transité, faisant du port angelin le premier américain.
Les principaux partenaires commerciaux du port de Los Angeles proviennent de pays asiatiques tels que la Chine, le Japon, le Viêt Nam, la Corée du Sud et Taïwan.
En 2014, le port angelin et celui de Long Beach connaissent leurs meilleurs résultats économiques depuis la période d'avant-crise.